# 泰北原指树蛙
泰北原指树蛙（学名：Kurixalus bisacculus）一种分布于泰国、老挝、越南、柬埔寨及中国南方等地区的两栖动物，隶属于树蛙科原指树蛙属。

## 形态特征
泰北原指树蛙体型较小，体长17.6～18.2毫米。身体背面皮肤较粗糙，散布大小不等的疣粒，背部呈棕褐色，具有不规则的黑褐色斑点或斑块，背中部有一个明显的浅棕色椭圆形斑。咽喉部位和胸部的皮肤光滑；腹部皮肤密布扁平疣粒。身体腹面白色微显黄色，有少数分散的褐色小斑点。

## 保护
本种于2023年被收录入《有重要生态、科学、社会价值的陆生野生动物名录》。